# Revolutionens datter
Revolutionens datter è un film muto del 1918, diretto da Ottar Gladtvet. Il protagonista maschile Waldemar Holberg è stato un campione di pugilato danese. 

## Trama
La lotta di classe è particolarmente acuta nei cantieri navali di proprietà di Staalhammer: gli operai, armati, attaccano la residenza del padrone, minacciando anche sua figlia Claire. Uno dei lavoratori, Albert Fjeld, memore dell'aiuto che un tempo aveva ricevuto dalla ragazza, riesce a metterla in salvo. La rivolta operaia, un poco velleitaria, assume aspetti talmente violenti che Albert, ormai perseguito dai suoi stessi compagni, si vede costretto a rifugiarsi, con Claire, al di fuori della cittadina, presso Dalton, un facoltoso proprietario terriero amico di Staalhammer.
Qui Claire viene accolta calorosamente (mentre Albert, in virtù della differenza di classe, viene meramente tollerato), e quando si viene a sapere che la ragazza è diventata erede di una forte somma di denaro, Dalton propone al figlio adottivo Jack di muoversi verso un possibile matrimonio con Claire. Jack avanza una proposta di matrimonio e Claire non sa come trarsi d'impaccio se non proponendo a Jack un incontro di boxe contro Albert, perdendo il quale l'uomo avrebbe dovuto rinunciare ad ogni velleità matrimoniale.
Albert accetta, e sconfigge il troppo sicuro di sé Jack.
Cinque anni dopo il piccolo Tommy Fjeld, figlio di Albert e Claire, sta giocando col padre a tirare di boxe. 